# Melanargia microsciritis
Melanargia microsciritis är en fjärilsart som beskrevs av Ruggero Verity 1953. Melanargia microsciritis ingår i släktet Melanargia och familjen praktfjärilar. Inga underarter finns listade i Catalogue of Life.